# Leptoscarus vaigiensis
Leptoscarus vaigiensis es una especie de peces de la familia Scaridae en el orden de los Perciformes.

## Morfología
• Los machos pueden llegar alcanzar los 35 cm de longitud total.

## Distribución geográfica
Se encuentra desde el norte del Mar Rojo y Sudáfrica hasta la Isla de Pascua, el sur del Japón, Nueva Zelanda y Australia.